# Linia kolejowa nr 766
Linia kolejowa nr 766 – pierwszorzędna, jednotorowa, zelektryfikowana linia kolejowa znaczenia państwowego łącząca posterunek odgałęźny Łukanów z posterunkiem odgałęźnym i przystankiem Dąbrowa Oleśnicka.